# Beránci a vlci

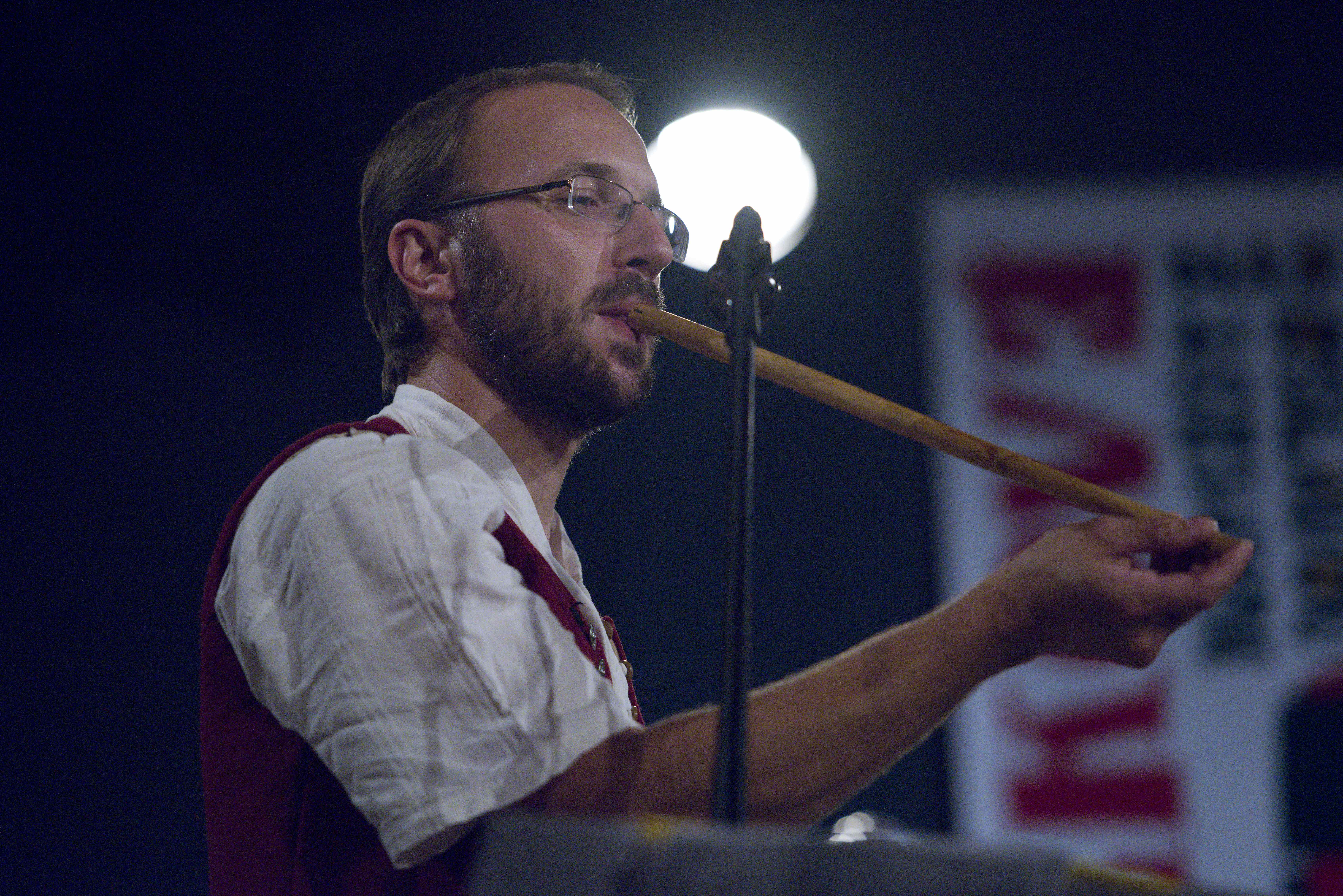
Marian Friedl (multiinstrumentalista a hlava celého projektu)

Beránci a vlci jsou osobní vizí moravské world music Mariana Friedla, který je autorem, producentem i režisérem projektu. Jde o šedesáti minutovou attaca suitu vycházející z lidové hudby východní Moravy. Suita obsahuje původní lidové písně v osobitém aranžmá i Friedlovy skladby a tematicky se zabývá průzkumem hranic mezi protiklady. Za album Beránci a vlci byla udělena cena České hudební akademie Anděl 2017 v kategorii folk.
Na realizaci alba Beránci a vlci se podílelo 25 muzikantů z širokého žánrového spektra. Účinkuje zde trio Jitky Šuranské, Ženský sbor z Kudlovic, Sdružení nezávislých jazzmenů (v němž figuruje mj. i slovenský houslista Stano Palúch) a dále frenštátská kapela RukyNaDudy zaměřená na archaické styly hry a hudební nástroje z Beskyd.
Beránci a vlci jsou zinscenováni také v podobě stejnojmenného filmu tvůrčí dvojice Mariana Friedla a Ivo Bystřičana, určeného jako vizuální doprovod živého provedení hudební suity.

## Téma projektu
Průzkumu hranic[ujasnit] je podřízena celková koncepce projektu v mnoha rovinách:
- převažují zde lidové písně (nebo autorské skladby z východomoravské hudby vycházející) a lokality z východomoravského pohraničí, kde se po staletí setkávaly vlivy kultur západu a východu
- téma hranic (ohraničení, hraničnosti, překračování hranic atp.) je obsaženo konkrétněji nebo abstraktněji v tématech písní i v tématech doprovodného filmu
- jednotlivé skladby na sebe navazují téměř bez pauz, hranice mezi nimi jsou nejasné, prolínání scén a záběrů sleduje tutéž koncepci
- projektu se účastní čtyři různé hudební formace (viz dále), kde se každá pohybuje ve svých vlastních výrazových, zvukových i hráčských hranicích, ale zde se propojují v jeden hlas
- popírají se hranice hudebních žánrů (folklor, jazz, world music, pop), žánrů filmových (hraný dokument, hudební film, mockument, experimentální film), prostupují se umělecké disciplíny hudby a obrazu (muzikanti stojí před projekcí, jíž částečně cloní a současně jsou jí součástí)

## Složení souboru

### Jitka Šuranská Trio
Jitka Šuranská Trio se věnuje interpretaci lidových písní z Moravy v žánru world music. Zakladatelka tria Jitka Šuranská byla od narození v kontaktu s živou písňovou tradicí rodného slováckého regionu. Jako houslistka si osvojila styl lokálních lidových hráčů, který obohatila studiem klasické hudby. Mandolinista Martin Krajíček dokazuje všestrannost svého nástroje i svých dovedností v žánrech jako bluegrass, jazz, funk, klasická hudba, world music aj. Marian Friedl působí jako kontrabasista v řadě různorodých projektů a patří mezi přední znalce a interprety tradiční hudby Beskyd a Javorníků.

### Ženský sbor z Kudlovic
Ženský sbor z Kudlovic zastupuje tradici sborového zpívání na východní Moravě. Funguje od roku 2004, v současné době[kdy?] má deset členek. Zpívá zejména písně z domovského uherskohradišťského Dolňácka a dalších oblastí Slovácka; podílí se na udržování a zachování lidových tradic v obci a blízkém okolí. Od roku 2014 spolupracoval s Jitkou Šuranskou.

### RukyNaDudy
Muzikanti z kapely RukyNaDudy z Frenštátu pod Radhoštěm jsou v kontaktu s tradiční hudbou Beskyd od dětství. Dohromady je po roce 2000 svedl zájem o uchování či obnovení archaických stylů hry a zapomenutých hudebních nástrojů jako koncovka, fujarka, pastýřská píšťala, ochlebky, gajdy, malý cimbál, salašovka, hrkavica ad.

### Sdružení nezávislých jazzmenů
Sdružení nezávislých jazzmenů je zastřešující název pro volné uskupení jazzových muzikantů. Kytarista Rostislav Hus, absolvent Hudební akademie Karola Szymanowského v Katovicích, spolupracuje s řadou interpretů severomoravské a slezské jazzové scény (např. Marian Friedl, Lukáš Mužík, Zbigniew Kaleta, Jedrzej Laciak, Robert Rasz) a je pedagogem ZUŠ Frenštát p/R. Bubeník Michał Wierzgoń, saxofonista Štěpán Flagar a kontrabasista Martin Kocián, absolventi Anton Bruckner Privatuniversität v Linci, jsou dnes etablováni na rakouské jazzové scéně. Společně hrají mj. v projektu Ostrich Quartet či Purple Is The Color; Martin Kocián a Michał Wierzgoń jsou dále doprovodnými hráči rakouské saxofonové legendy Haryho Sokala.

## Album
| Pořadí         | Název               | Autor                       | Délka |
| -------------- | ------------------- | --------------------------- | ----- |
| 1.             | Do hory             | lidová (arr.RukyNaDudy)     | 1:44  |
| 2.             | Išli, Išli          | Marian Friedl               | 3:00  |
| 3.             | Hradiště            | lidová (arr. Marian Friedl) | 7:21  |
| 4.             | Jedě furman         | lidová (arr. Marian Friedl) | 4:42  |
| 5.             | Starodávný III      | lidová (arr. Marian Friedl) | 2:36  |
| 6.             | Aj, starala se      | lidová (arr. Marian Friedl) | 7:01  |
| 7.             | Lúbí sa ně lúbí     | lidová (arr. Marian Friedl) | 0:59  |
| 8.             | Kyčera              | Marian Friedl               | 3:46  |
| 9.             | Beskydský chameleon | Marian Friedl               | 5:26  |
| 10.            | Serenáda            | lidová (arr. Marian Friedl) | 7:36  |
| 11.            | Labyrint světa      | lidová (arr. Marian Friedl) | 0:57  |
| 12.            | Beránci a vlci      | lidová (arr. Marian Friedl) | 6:42  |
| 13.            | Svatební            | lidová (arr. Marian Friedl) | 5:45  |
| Celková délka: | Celková délka:      | Celková délka:              | 57:35 |